# Khouchto-Syrt
Khouchto-Syrt (en russe : Хушто-Сырт, en karatchaï balkar : Хушто-Сырт) est un village du raïon de Tcheguem de la Kabardino-Balkarie, en Russie. Sa population s'élevait à 721 habitants en 2023.

## Géographie
Khouchto-Syrt est située dans la république de Kabardino-Balkarie, un sujet de Ciscaucasie de la Russie. Le village se trouve dans le district fédéral du Caucase du Nord. Khouchto-Syrt est l'une des localités du raïon de Tcheguem, une subdivision de la république dont le centre administratif est la ville de Tcheguem. Le village forme l'établissement rural de Khouchto-Syrt, une municipalité dont il est la seule localité.

## Démographie
Recensements (*) et estimations de la population,,,,:
| 2002 * | 2010* | 2021* | 2023 |
| ------ | ----- | ----- | ---- |
| 765    | 867   | 733   | 721  |

Concernant la répartition ethnique, selon le recensement de 2002, il y avait 89 % de Russes sur les 559 habitants.